# Postgeheimnis
Postgeheimnis bezeichnet die deutsche Ausformung des demokratischen Grundrechts Briefgeheimnis. Zusätzlich zu diesem ist es wie das Fernmeldegeheimnis in Art. 10 Abs. 1 Grundgesetz verankert und seine Verletzung durch strafrechtlich § 206 StGB sanktioniert.
Ihm unterliegen nach der Legaldefinition der § 39 Abs. 1 (seit 2024 § 64) Postgesetz und § 206 Abs. 5 Satz 1 StGB „die näheren Umstände des Postverkehrs bestimmter natürlicher oder juristischer Personen sowie der Inhalt von Postsendungen“. Nach Abs. 2 ist dazu verpflichtet, „wer geschäftsmäßig Postdienste erbringt oder daran mitwirkt“. Die Pflicht besteht „auch nach dem Ende der Tätigkeit fort, durch die sie begründet worden ist“.
Damit ist sein Schutzbereich sachlich weiter sowie zeitlich bzw. prozessual enger gefasst als im Briefgeheimnis, das nur verschlossene schriftliche Mitteilungen schützt, die eine von außen sichtbare Empfängerangabe enthalten; denn es umfasst grundsätzlich alle Postsendungen von der Übernahme der Sendung durch das Postunternehmen bis zu ihrer Auslieferung an die Empfänger.
Auch das Unterdrücken zur Übermittlung anvertrauter Sendungen ist nach § 206 Abs. 2 Nr. 2 strafbewehrt.

## Einschränkung des Postgeheimnisses
Einschränkungen des Postgeheimnisses unterliegen dem Gesetzesvorbehalt. So normiert das G-10 Gesetz zur Beschränkung des Brief-, Post- und Fernmeldegeheimnisses Ausnahmen für die Nachrichtendienste der Länder, den Bundesnachrichtendienst, das Bundesamt für Verfassungsschutz und den Militärischen Abschirmdienst. Über die Anwendung dieser Maßnahmen wacht die G 10-Kommission.
Zweitens bestimmt das Postgesetz selbst in § 64 Abs. 4 Ausnahmen zum Verstoß gegen das Briefgeheimnis als Bestandteil des Postgeheimnisses, „soweit die dort bezeichneten Handlungen erforderlich sind, um 1. bei entgeltbegünstigten Postsendungen das Vorliegen tariflicher Voraussetzungen zu prüfen, 2. den Inhalt beschädigter Postsendungen zu sichern, 3. den auf anderem Weg nicht feststellbaren Empfänger oder Absender einer unanbringlichen Postsendung zu ermitteln, 4. körperliche Gefahren abzuwenden, die von einer Postsendung für Personen und Sachen ausgehen.“
Außerdem regelt Abs. 5 Ausnahmen zur Geheimhaltung der näheren Umstände des Postverkehrs: „Mitteilungen über den Postverkehr einer Person sind zulässig, soweit sie erforderlich sind, um Ansprüche gegen diese Person gerichtlich oder außergerichtlich geltend zu machen, die im Zusammenhang mit der Erbringung einer Postdienstleistung entstanden sind, oder um die Verfolgung von Straftaten zu ermöglichen, die beim Postverkehr zum Schaden eines Postunternehmens begangen wurden.“
Drittens ist nach § 99 StPO in bestimmten Fällen die Beschlagnahme von Postsendungen und Telegrammen zulässig, die sich im Gewahrsam von Personen oder Unternehmen befinden, die geschäftsmäßig Post- oder Telekommunikationsdienste erbringen oder daran mitwirken. Betroffene sind von dieser Maßnahme nach § 101 StPO zu benachrichtigen, sobald dies ohne Gefährdung des Untersuchungszwecks, der öffentlichen Sicherheit, von Leib oder Leben einer Person sowie der Möglichkeit der weiteren Verwendung eines eingesetzten nicht offen ermittelnden Beamten geschehen kann. Diese Benachrichtigung findet jedoch in der Praxis nicht immer statt; es liegt insoweit ein faktisches Vollzugsdefizit vor.
Das Grundrecht des Art. 10 GG kann auch durch andere Bundesgesetze eingeschränkt werden. Außerdem ermöglichen einige Landesgesetze die Einschränkung des Art. 10 GG.

## Geschichte
Für ihre regelmäßigen Boteneinrichtungen erließen viele Fürsten und Städte Botenordnungen, in den die Boten auf Wahrung des Briefgeheimnisses eidlich verpflichtet waren und hohe Strafen drohten. In der preußischen Postordnung vom 10. August 1712 wird in Kapitel VIII § 4 „das Unterschlagen, Erbrechen oder die Aushändigung in fremde Hand“ unter Strafe gestellt. Der Delinquent hatte erstens den entstandenen Schaden zu ersetzen und erhielt zudem eine Strafe von 100 Talern, im Wiederholungsfalle wurde er zudem entlassen.
Im 17. und 18. Jahrhundert war es um die Wahrung des Postgeheimnisses schlecht bestellt. Es entstanden so genannte „Schwarze Kabinette“. Beim Übergang von der absolutistischen zur konstitutionellen Staatsform drängte die öffentliche Meinung darauf, dass die Unverletzlichkeit des Briefgeheimnisses als Grundrecht der Staatsbürger in der Verfassung anerkannt würde. In der preußischen Verfassungs-Urkunde vom 31. Januar 1850 steht: „Das Briefgeheimnis ist unverletzlich. Die bei strafgerichtlichen Untersuchungen und in Kriegsfällen notwendigen Beschränkungen sind durch die Gesetzgebung festzustellen“. Das Volk war beruhigt, allerdings wurden diese Passagen weder ins preußische Postgesetz vom 5. Juni 1852 noch in das Reglement dazu aufgenommen. Sowohl die Verfassung des Norddeutschen Bundes vom 26. Juli 1867 als auch die Verfassung des Deutschen Reiches vom 16. April 1871 enthielten keine Bestimmungen zum Grundrecht des Briefgeheimnisses. Dafür wird im Postgesetz im § 5 vom Briefgeheimnis gesprochen, darunter ist jedoch das Postgeheimnis zu verstehen. Unter Briefgeheimnis versteht man das in § 299 Reichsstrafgesetzbuch geschützte Recht der Unverletzlichkeit irgendeiner verschlossenen Nachricht. So wird das Öffnen einer verschlossenen Nachricht, die nicht zu seiner Kenntnis bestimmt ist, unter Strafe gestellt. Eine Postvollmacht ermächtigt einen Dritten seine Post in Empfang zu nehmen und zu öffnen, der Inhalt ist damit zu seiner Kenntnis bestimmt.
In der Reichsverfassung von 1919 wird zum ersten Mal das Postgeheimnis zum Grundrecht erklärt. Mit Art. 117 der Weimarer Verfassung wird bestimmt, dass das Postgeheimnis unverletzlich sei.

### 1918
Durch Befehl vom 16. Dezember 1918 konnte der Postbetrieb wieder aufgenommen werden. Gleichzeitig wurde die Briefzensur eingeführt. Während der Verkehr innerhalb der besetzten Gebiete nur wenigen Beschränkungen unterlag, war der Post-, Telefon- und Telegrafendienst zwischen den besetzten und nichtbesetzten Gebieten nur in den wichtigsten Verwaltungsangelegenheiten, in Sachen Eisenbahn und Versorgung, zulässig. Sofort wurden in den belgischen, britischen, amerikanischen und französischen Besatzungszonen Zensurbüros eingerichtet. Erst gegen Ende des Jahres 1924 wurde die Postüberwachung an Rhein und Ruhr durch die alliierten Besatzungsmächte eingestellt.

### 1933
Mit der Verordnung des Reichspräsidenten zum Schutz von Volk und Staat vom 28. Februar 1933 kommt es zur Aufhebung des Post-, Telegraphen- und Fernsprechgeheimnisses. Neben der Beschränkung der persönlichen Freiheit, des Rechts auf freie Meinungsäußerung einschließlich der Pressefreiheit, des Vereins- und Versammlungsrechts waren Eingriffe in das Brief-, Post-, Telegraphen- und Fernsprechgeheimnis, Anordnungen von Haussuchungen und von Beschlagnahme sowie Beschränkung des Eigentums auch außerhalb des sonst hierfür bestimmten gesetzlichen Grenzen zulässig.

### 1945
Durch Gesetz Nr. 76 des Oberbefehlshabers der Alliierten Streitkräfte betreffend „Post-, Fernsprech-, Funk- und Rundfunkwesen“ mit den dazugehörigen „Zensurbestimmungen“ wurden im Jahre 1945 alle Nachrichten in Deutschland der alliierten Kontrolle unterworfen. Nachdem das „Gesetz Nr. 5 der Alliierten Hohen Kommission über die Presse, den Rundfunk, die Berichterstattung und die Unterhaltungsstätten“ vom 21. September 1949 diese Bestimmungen zum Teil aufgehoben hatte, hob das Gesetz Nr. A 14 der Alliierten Hohen Kommission vom 15. Februar 1951 sie ganz auf. Zum Schutze der Sicherheit und des Ansehens der alliierten Streitkräfte gab es seit 1949 eine Sonderbefugnis. Durch den Deutschlandvertrag 1952 ist auch diese letzte Postüberwachungsmöglichkeit aufgehoben worden. Dennoch wurden bis 1968 ohne Rechtsgrundlage 300 Millionen Briefe aus der DDR und anderen sozialistischen Staaten unter höchster Geheimhaltung vernichtet, wie Nachforschungen des Historikers Josef Foschepoth ergaben. Als Grundlage hierfür diente unter anderem das Fünf-Broschüren-Urteil.

### 1968
Die 1968 verabschiedeten Notstandsgesetze bildeten eine rechtliche Grundlage für die Überwachung von Telekommunikation und Postverkehr. Das Gesetz zur Beschränkung des Brief-, Post- und Fernmeldegeheimnisses regelte die Befugnisse der deutschen Nachrichtendienste bezüglich Artikel 10 des Grundgesetzes. Zudem traf die Bundesregierung mit den West-Alliierten mehrere Verwaltungsvereinbarungen, die den Geheimdiensten der West-Alliierten einen fortgesetzten Zugriff auf die Post der Bundesbürger erlaubten. Diese Verwaltungsvereinbarungen waren bis 2012 als geheim eingestuft.

### DDR

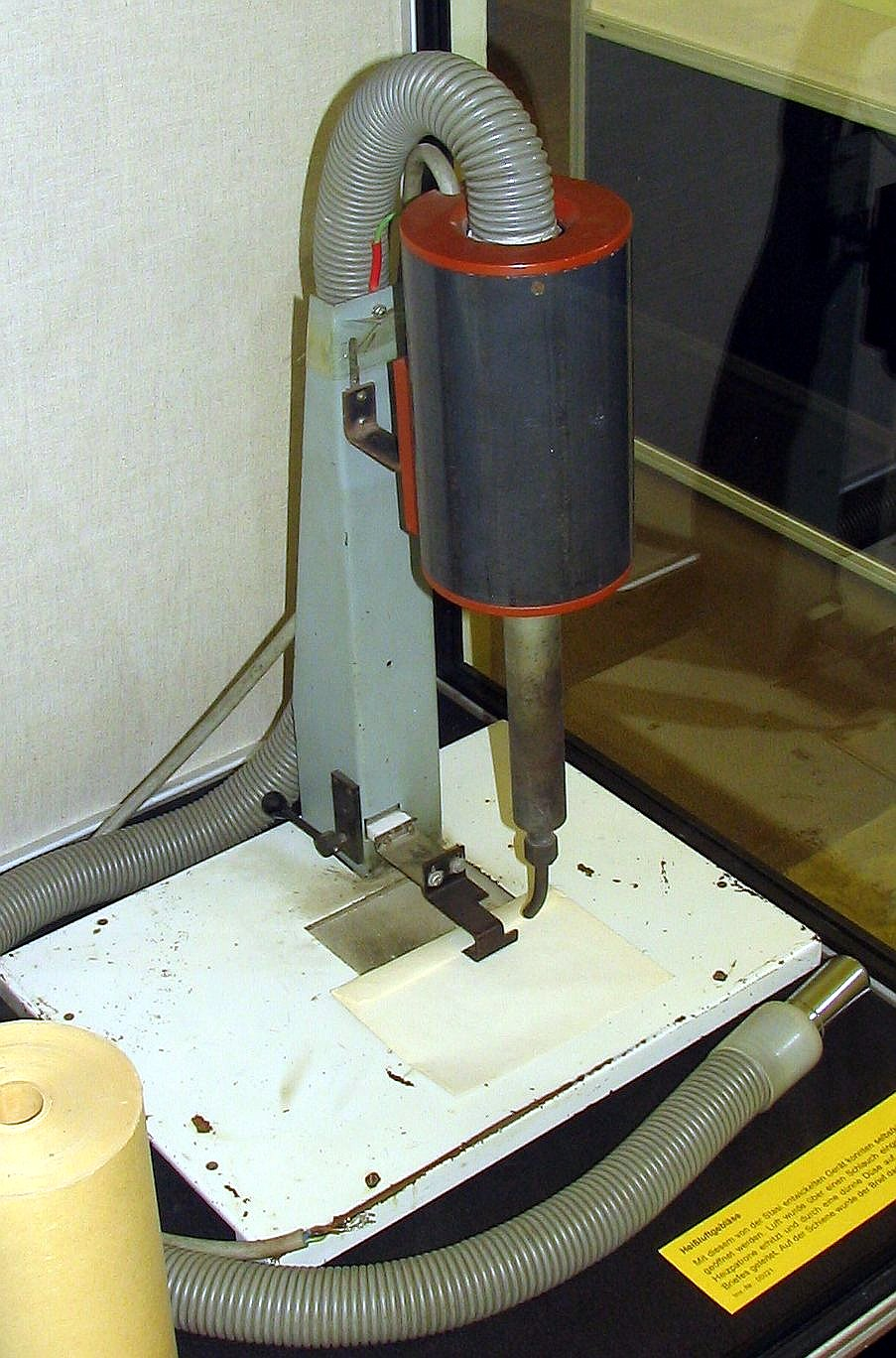
Heißluftgebläse der Stasi zum Öffnen von Briefen

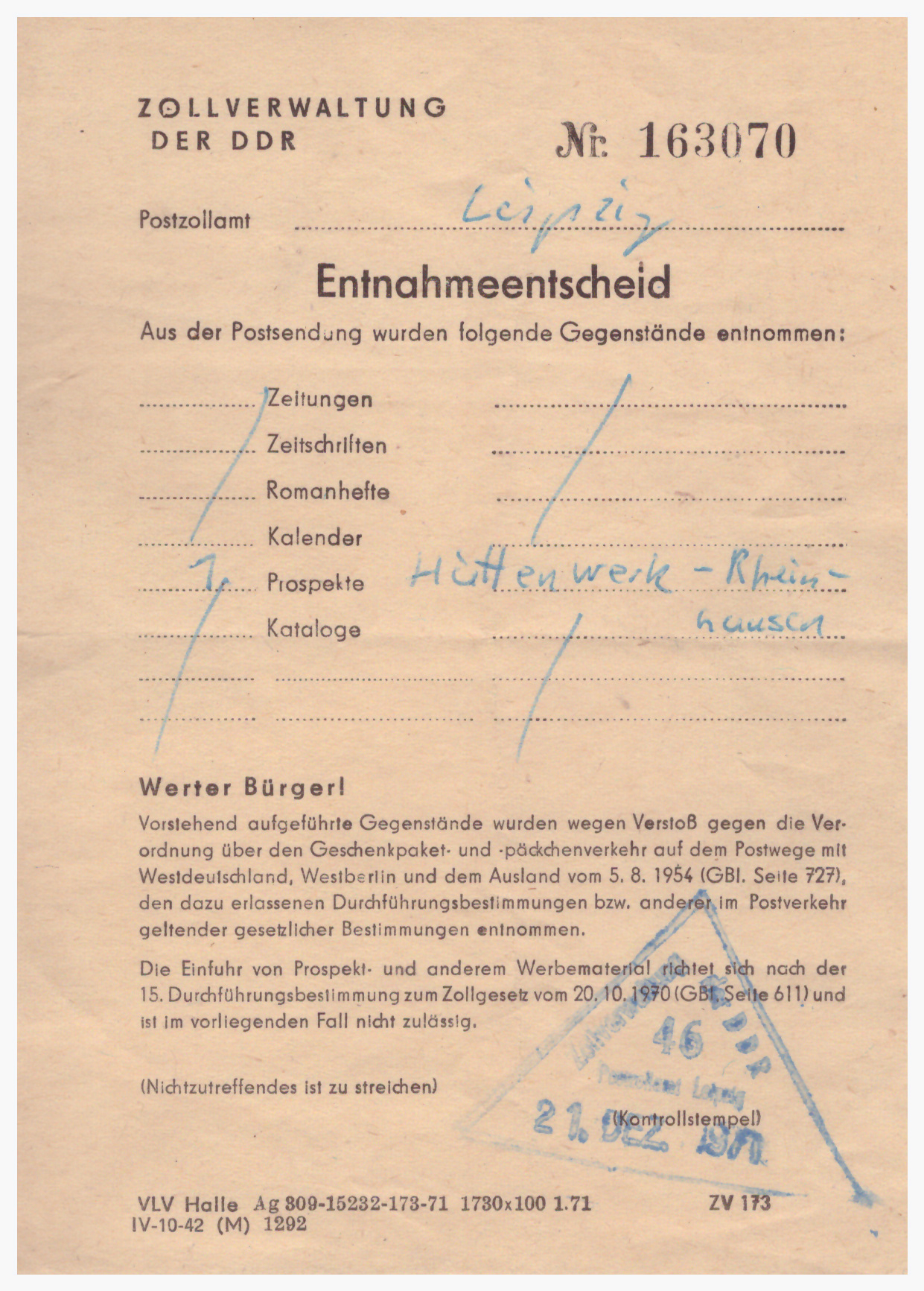
Die Zollverwaltung entfernte einen Prospekt des Hüttenwerks Rheinhausen aus einem Päckchen

Die Verletzung des Postgeheimnisses war in der DDR formal in den §§ 135 und 202 StGB (DDR) unter Strafe gestellt. Dennoch erfolgte eine systematische Kontrolle aller Postsendungen aus oder in die Bundesrepublik oder West-Berlin durch die Abteilung M des Ministeriums für Staatssicherheit (MfS). Diese arbeitete mit der Deutschen Post der DDR zusammen. Innerhalb der Post firmierte die Postkontrolle unter der Tarnbezeichnung „Abteilung 12“ oder „Dienststelle 12“.
Die Postkontrolle des MfS begann 1950 mit drei Referaten und einigen Dutzend Mitarbeitern und wurde kontinuierlich ausgebaut. Am Ende verfügte der Bereich 1989 über zehn Abteilungen mit knapp 2200 Mitarbeitern. Die Bedeutung, die die SED der Postkontrolle beimaß, zeigte sich daran, dass der Leiter des Bereichs, Rudi Strobel, im Range eines Generalmajors stand und seit 1982 einem Verantwortungsbereich unterstand, der von Erich Mielke direkt geleitet wurde.
In den 1980er Jahren öffnete das MfS pro Tag etwa 90.000 Briefe und 60.000 Pakete. Fand das MfS beim Öffnen Geld oder Wertgegenstände, so wurden diese gelegentlich entwendet und dem Staatshaushalt der DDR zugeführt. Im Zeitraum von 1984 bis 1989 nahm das MfS auf diese Weise rund 32 Millionen DM ein.